# Gallirex
Gallirex refere-se a um género de aves da família Musophagidae, que é endémica de África.

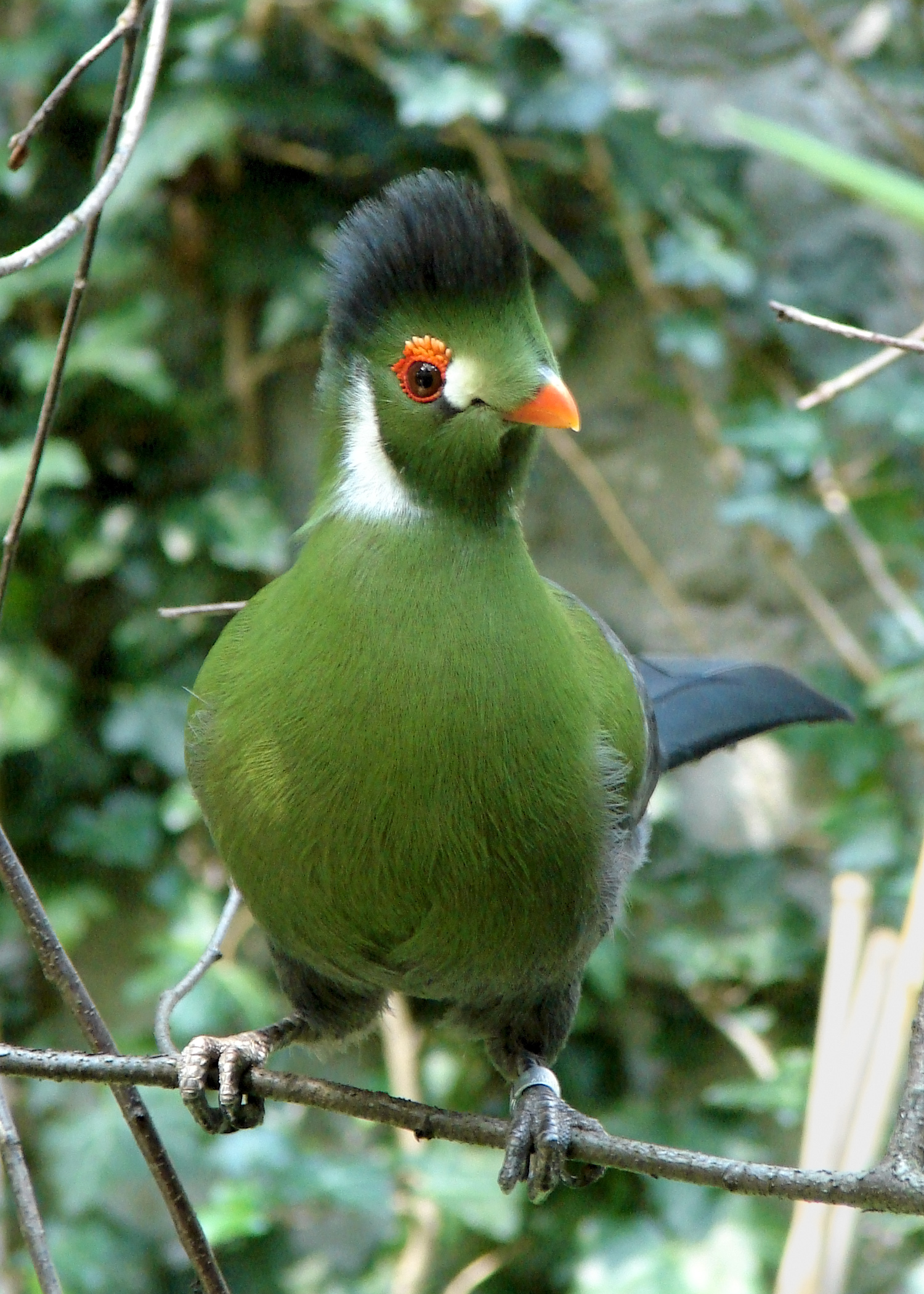
Tauraco leucotis.

## Espécies
O género Gallirex envolve 2 espécies:
- Turaco-de-crista-violeta, Gallirex porphyreolophus (Vigors, 1831)
- Turaco-das-ruwenzori, Gallirex johnstoni (Sharpe, 1901)